# Sylvester Graham
Pour les articles homonymes, voir Graham.
Sylvester Graham (5 juillet 1794 - 11 septembre 1851) est un pasteur presbytérien et diététicien américain, inventeur du pain Graham et des biscuits Graham. Il a rédigé des essais qui ont influencé le mode de vie des adventistes du septième jour.

## Biographie
En 1829, il présenta un pain au son qui porta son nom et le présenta comme une alternative au pain blanc. À cette époque, le pain blanc était de part et d'autre de l'Atlantique  un symbole d'appartenance à la classe moyenne, celle des familles qui ne cuisaient pas leur pain elles-mêmes mais avaient les moyens de l'acheter dans des boulangeries.

## Œuvres
- Lectures on the Science of Human Life (Boston, 1839)
- Lectures to Young Men on Chastity